# Boulleova intarzija
Boulleova intarzija stil je intarzije nazvan po André-Charlesu Boulleu koji se koristio za ukrašavanje namještaja jednostavnoga oblika od skupocjenog drva. Najćešći je materijal bio ebanovina, a intranzirani elementi pravili su se kornjačevinom, bjelokošću, mjedi i porculanom, među ostalim.